# Gara Valea Seacă
Gara Valea Seacă este o gară care deservește comuna Nicolae Bălcescu, județul Bacău, România.